# Nechung-Kloster (Dharamsala)

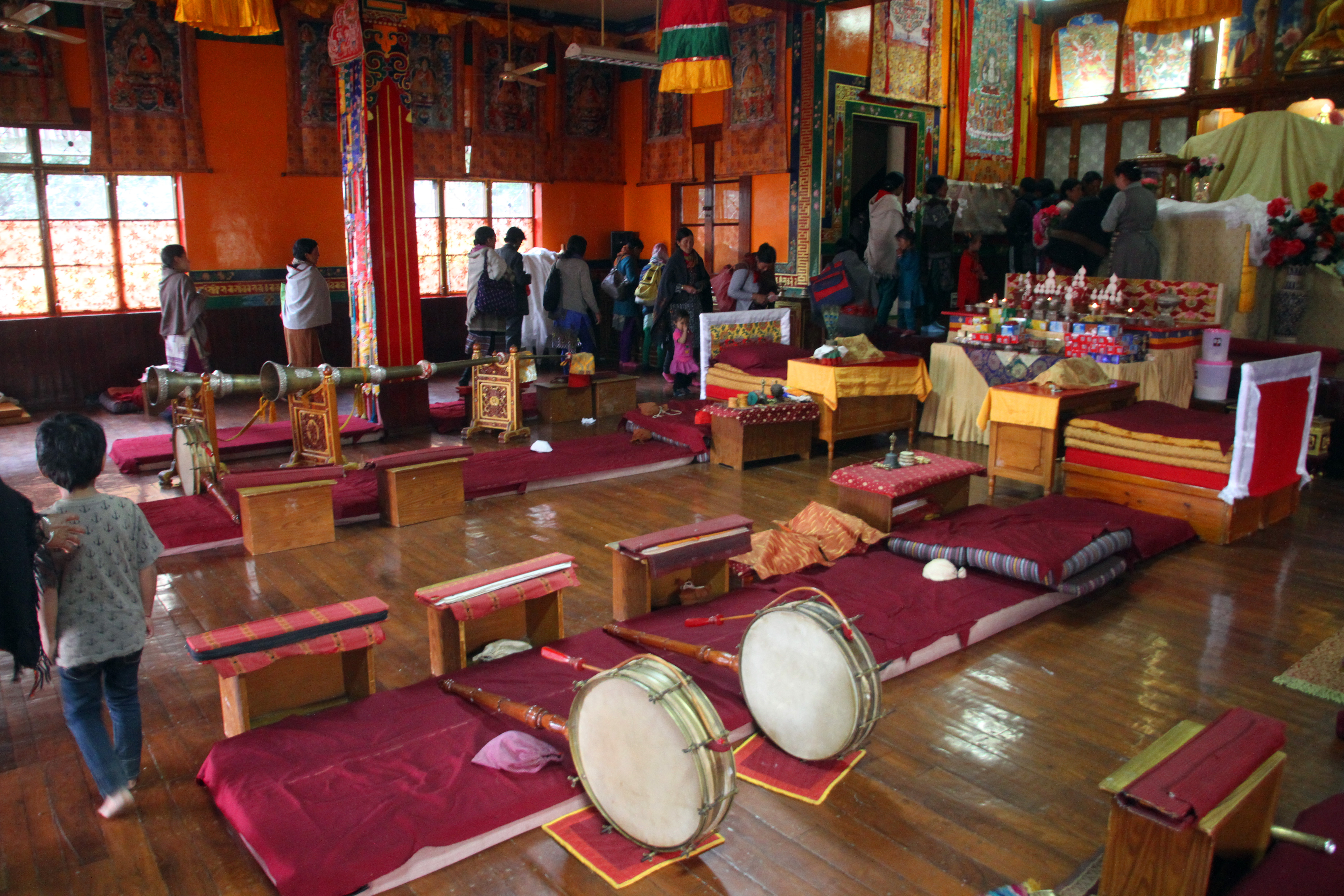
Kloster Nechung in Dharamsala

Das Nechung-Kloster in Dharamsala ist der Sitz des tibetischen Staatsorakels, seit die tibetische Regierung 1959 in ihr indisches Exil umgezogen ist. Davor residierte das Staatsorakel in dem gleichnamigen Kloster in Lhasa.
Thubten Ngödrub, der 1987 zum 14. Staatsorakel ernannt wurde, lebt in einem Nebengebäude des Klosters.